# Granule de Birbeck
En biologie, les granules de Birbeck sont des organites en forme de raquette dont le « manche » est strié, le bout arrondi est une vésicule.
On ne retrouve ces granules que dans les cellules dendritiques de l'épiderme – les cellules dites de Langerhans – ce qui permet donc l’identification immédiate de ces dernières au microscope électronique, elles sont dites pathognomoniques. Elles sont de pH acide, et on leur suppose un rôle dans l'endocytose.